# Slatina (Sanski Most)
Slatina (szerbül: Слатина) szerb falu Bosznia-Hercegovinában, a Bosznia-hercegovinai Föderáció Una-Szanai kantonjában, Sanski Most községben.

## Fekvése
Bosznia-Hercegovina északnyugati részén, Bihácstól légvonalban 46, közúton 70 km-re keletre, Sanski Mosttól légvonalban 19, közúton 23 km-re északnyugatra fekvő dombos, erdős területen, a Japra mellékvize, az azonos nevű patak völgyében és szétszórtan, a környező dombokon fekszik.

## Népessége
| Nemzetiségi csoport | Népesség 1991 | Népesség 2013 |
| ------------------- | ------------- | ------------- |
| Szerb               | 48            | 18            |
| Bosnyák             | 0             | 0             |
| Horvát              | 0             | 0             |
| Jugoszláv           | 0             | 0             |
| Egyéb               | 1             | 0             |
| Összesen            | 48            | 18            |

## Története
A település iskolája 1932-ben épült. A második világháború idején a faluban partizánkórház működött.